# Teresa Cortés i Baró
Teresa Cortés i Baró (la Pobla de Segur, 20 de desembre de 1762 - Barcelona, 1794) fou una religiosa catalana, fundadora de les Germanes Hospitalàries de la Santa Creu.

## Biografia
Teresa era filla de Benet Cortés, metge del poble, i Elisabet Baró, filla d'un teixidor de Peramea. El pare morí quan Teresa tenia quatre anys i la seva mare marxà, amb els seus quatre fills amb uns parents, a viure-hi. Als vint anys, se sentí atreta per l'ideal cristià d'ajudar els necessitats i marxà amb cinc companyes a França, on es formà amb les Filles de la Caritat, que ajudaven en els hospitals.
En 1790, amb altres germanes, anà a Barcelona i començà a treballar amb les malaltes de l'Hospital de la Santa Creu de Barcelona. L'administració de l'Hospital volia controlar la tasca de la congregació i pensà de formar-ne una de pròpia, que no depengués d'una congregació religiosa implantada arreu. Així, amb l'acord de Teresa Cortés, va fundar una germandat de caritat o pia associació, la Pia Associació de Senyores Germanes Infermeres Dedicades al Servei dels Pobres de l'Hospital General de la Santa Creu de Barcelona, el 9 de juliol de 1792, a partir del llegat monetari del marquès de Llupià, que va deixar-lo per fundar una obra pietosa.
El mateix 9 de juliol fou nomenada mare superiora de la germandat. Va emmalaltir i, de mica en mica, va haver de disminuir el seu treball a l'hospital; malgrat la seva resistència, l'octubre de 1793 va renunciar al seu càrrec amb carta a la Molt Il·lustre Administració de l'Hospital. La substituí la germana Joana Perset i Buxeda, en 1794. Poc després va morir al monestir de Sant Joan de Jerusalem de Barcelona.
L'associació de germanes continuà la seva tasca i es convertí en congregació religiosa, la de les Germanes Hospitalàries de la Santa Creu.